# EgyptAir
EgyptAir er et flyselskab fra Egypten, med hovedsæde og Hub på Cairo International Airport ved byen Cairo. Det er det største flyselskab i landet, og flyver til over 70 destinationer til de fleste egne af verden.
Selskabet er Afrika's største indenfor luftfart og blev medlem af Star Alliance den 11. juli 2008.

## Ulykker og nedstyrtede fly
- 2016 EgyptAir Flight 804
- 1999 EgyptAir Flight 990